# Diana Sánchez (voleibolista)
Diana Sánchez Garijo es jugadora profesional de voleibol. Nació en Socuéllamos (Ciudad Real) el 28 de enero de 1977.

## Trayectoria deportiva
Su trayectoria deportiva empezó en su pueblo natal, en el Club Roycan Socuéllamos donde jugó como central y receptora desde 1991 hasta 1998. Al finalizar la temporada comenzó su andadura en la Superliga al ser fichada por el Playas de Benidorm para ocupar el puesto de central. 
Durante las temporadas 2000-2001 y 2001-2002 jugó con el Caja de Ávila CSC como central. A partir del 2002 jugó defendiendo la camiseta del Club Voleibol Albacete tanto de central y opuesta como de receptora por 4. El Visual Home Benidorm fue su siguiente club durante una temporada. Desde la temporada 2006 hasta la 2009 regresó al Club Voleibol Albacete defendiendo el puesto de receptora por 4, además de ejercer como capitana del mismo. Debido a la desaparición del Club Voleibol Albacete cambio de club y de ciudad para formar parte del CAV Murcia 2005, equipo en el cual jugó de receptora por 4. En este último consiguió sus 2 títulos en la temporada 2009-2010. Durante la temporada 2010-2011 formó parte del Valeriano Alles Menorca Volei ubicado en la ciudad de Ciudadela en Menorca con el que consiguió el Subcampeonato de Copa y su primer título de la Superliga Española. Esta temporada fue bastante dura para la jugadora debido a una hernia de disco que la provocó una ciática, y por la cual estuvo bastantes semanas fuera de la cancha.
En la temporada 2011/2012 dio por fin el salto a Europa, fichando por el Infotel Forli de la Liga A2 italiana durante 3 meses (octubre-diciembre). Tras este periodo y debido a problemas económicos y de categoría en el club, Diana regresa a España, y en apenas unos días ficha por el UCAM Murcia, equipo en el cual jugó hasta el final de temporada, llegando a las semifinales de la liga gracias a su aportación con este club.
Temporada 2012/2013 diana termina con el equipo nacional a finales de septiembre, consiguiendo nuevamente la clasificación para el campeonato de Europa 2013 que se celebrara en Alemania en el mes de septiembre, tras un descanso merecido, entrenando en el c.v guenia de lanzarote, acepta la oferta del c. V aguere, en superliga femenina, para ayudar a este equipo a salir del descenso. 
Temporada 2013/2014 ficha por el c.voleibol jav olímpico clasificando así al equipo para la copa de la reina y para las semifinales de la liga.
Deja la selección y se dedica por completo al voley-playa  llegando a la final del campeonato de España. 
Temporada 2014/2015: ficha por el atlantic holding MIRANDA DE EBRO
un equipo nuevo con un proyecto interesante.
Que desaparece a mitad por falta de solidez económica.
Regresa al c.v aguere de Tenerife para acabar la temporada quedando 3ª de la liga tras una temporada donde siempre aparecía en los 7ideales de cada jornada.
Consiguiendo 3 MVP(mejor jugadora de la jornada) Terminando la temporada siendo la 2° mejor atacante de la liga regular.
Se incorporan a la plantilla G.H leadernet navarcable iruña.(2015-2016). subcampeón de liga y de copa.
La temporada 2016/2017 al desaparecer el club por motivos internos, regresa al c.v aguere haciendo una gran temporada, siendo la máxima anotadora de su equipo,jugando la Copa de la reina en Madrid.este equipo no cumple con sus contratos,por lo que termina la temporada disolviéndose el equipo aún a la espera de finiquitar las deudas.
Actualmente Diana regresa a su casa con un proyecto ilusión ante,en su ciudad natal Socuéllamos llevando la equipo a los play off de ascenso.
Tras un desacuerdo con el cuerpo técnico, decidió dividir su camino a otro proyecto con un equipo ambicioso olímpico de las palmas, donde clasificaron para los play off, pero el covid anuló todo tipo de competiciones. 

## Reconocimientos deportivos
- Mejor jugadora local en la Copa de la Reina disputada en Albacete
- Medalla de oro al mérito deportivo en la edición del 2007 (Celebrada el 25-4-08, en Toledo)
- MVP por unanimidad en la fase de ascenso a superliga-2 celebrada en Socuellamos (22-04-18)

### Palmarés
- Campeona de la Superliga Española 2010-2011 con el Valeriano Allés Menorca Volei (SFV).
- Campeona de la XXXV Copa de la Reina 2009\2010 con el CAV Murcia 2005, disputada en Monforte de Lemos (Lugo)
- Campeona Supercopa de España 2009\2010 con el CAV Murcia 2005, disputada en Murcia.
- Campeona de la Superliga Española 2010-2011 con el Valeriano Allés Menorca Volei. (SFV).
- Dos veces campeona de liga con Kilele socuellamos.
- Campeona de la copa princesa.

## Selección española
- Internacional juvenil
- Internacional absoluta en más de 150 ocasiones.
- Participación en el Campeonato de Europa de 2009, disputado en Polonia(9'posición)
- participación en el campeonato de Europa 2011, disputado en Serbia/Italia.
- participación en el campeonato d Europa 2013, disputado en Alemania.